# Joanne Tseng
Joanne Tseng (chino: 曾之喬, pinyin: Zēng Zhīqiáo) es una actriz, cantante y presentadora de televisión taiwanesa.

## Biografía
Es hija de Tseng Wei y Qian Ling (ambos maestros), su hermana mayor se llama Chih-ying. Pertenecen a la etnia Atayal.
Se graduó de la Universidad Nacional de Artes de Taiwán, con un grado en artes dramáticas y teatro.
Habla los idiomas mandarín e inglés. Joanne también toca el piano y el violín.
Es muy buena amiga del actor Aaron Yan, así como de los cantantes y actores Wang Zi, Calvin Chen y Cheng Yi.
El 23 de enero del 2020 anunció que se había casado con el cantante taiwanés Calvin Chen, con quien había estado saliendo por casi 10 años.

## Carrera
Como cantante forma parte de la agencia "HIM International Music". Ha aparecido en sesiones fotográficas para "Elle Taiwan", "Marie Claire Taiwan", "SPOP Magazine", entre otras. El 6 de marzo de 2016,  se unió al elenco principal de la serie Refresh Man donde interpretó a Zhong Yu Tang, hasta el final de la serie el 26 de junio del mismo año. La serie alcanzó un gran éxito, las actuaciones y química de Joanne y Aaron Yan obtuvo buenas respuestas.
El 30 de julio de 2017, se unió al elenco principal de la serie Attention, Love! donde dio vida a Chung Shao-hsi, hasta el final de la serie el 5 de noviembre de ese mismo año.
El 30 de agosto del 2019 se unió al elenco principal de la serie All Is Well (你那邊怎樣·我這邊OK) donde interpreta a Fan Hsiao-ai, hasta ahora.

### Música
En 2002, junto a la actriz Esther Liu formaron el dúo de mandopop llamado "Sweety", el grupo debutó en 2003 y finalmente se disolvió en 2006. En 2017, relanzó su carrera como cantante. Ese mismo año cantó y participó en el video musical "Twins in the Past Life" junto al actor y cantante Aaron Yan.

## Filmografía

### Series de televisión
| Año         | Título                    | Personaje                | Notas        |
| ----------- | ------------------------- | ------------------------ | ------------ |
| 2019        | Someday or One Day        | Sunny                    | ep. #1       |
| 2019        | All Is Well               | Fan Hsiao-ai             | 40 episodios |
| 2017        | Attention, Love!          | Zhong Shao Xi            | 15 episodios |
| 2016        | Refresh Man               | Zhong Yu Tang            | 17 episodios |
| 2015 - 2016 | Marry Me, or Not?         | Amber Hao / Hao Shengnan | 15 episodios |
| 2015        | Love or Spend             | Li Yiwan                 | cameo        |
| 2015        | Be With You               | Li Yiwan                 | cameo        |
| 2014 - 2015 | Dear Mom                  | Li Yiwan                 | 84 episodios |
| 2013        | Our Love                  | Tang Shaoyin             |              |
| 2013        | True Love 365             | Zhang Biting             |              |
| 2012        | Ti Amo Chocolate          | Hong Xien                | 80 episodios |
| 2011        | Pa Pa PK Show             | Chen Lijun               |              |
| 2011        | In Time with You          | Chen Pingan              | cameo        |
| 2010        | Rogue President           | Jiang Qingmei            |              |
| 2007        | Full Count                | Su Xiaoxue               |              |
| 2007        | Mean Girl Ah Chu          | Yin Chuchu               |              |
| 2007        | Dreams Link               | Liu Yushan               |              |
| 2007        | The Sun's Daughter        | Hu Yangyue               | cameo        |
| 2006        | The Magicians of Love     | Bei Ruoyi / Xiaobei      | 22 episodios |
| 2005        | The Doctor                | Chiao Chiao              | cameo        |
| 2005        | Mr. Fighting              | Xiaokui                  |              |
| 2005        | Chinese Paladin           | Xiulan                   | cameo        |
| 2004        | Top on the Forbidden City | Xiao Ying                |              |

### Películas
| Año  | Título                        | Personaje    | Notas                                                |
| ---- | ----------------------------- | ------------ | ---------------------------------------------------- |
| 2019 | The Last Thieves (Self Token) | Chen Hsi     | junto a Yen Tsao, Megan Lai, Eric Tsang y Wu Jian-he |
| 2012 | Fox Fairy                     | Ying Ning    | -                                                    |
| 2004 | 20 30 40                      | Hija de Lily | junto a Sylvia Chang, Rene Liu y Angelica Lee        |

### Programas de televisión
| Año         | Programa                          | Notas                 |
| ----------- | --------------------------------- | --------------------- |
| 2014        | iWalker                           | presentadora invitada |
| 2014        | University                        | presentadora          |
| 2011        | TVBS Hot News                     | presentadora invitada |
| 2007 - 2011 | Delicious Food All Over the World | presentadora invitada |
| 2006 - 2008 | Guess                             | presentadora          |
| 2006        | Game Attack                       | presentadora          |
| 2005 - 2006 | Ultimate Victory                  | presentadora          |
| 2005        | Crazy Arcade                      | presentadora          |

### Videos musicales
| Año  | Artista       | Canción             | Notas                        |
| ---- | ------------- | ------------------- | ---------------------------- |
| 2016 | Power Station | "Only You"          | apareció en el video musical |
| 2014 | Calvin Chen   | "How Has Love Been" | apareció en el video musical |
| 2012 | Abin Fang     | "In My Arms"        | apareció en el video musical |
| 2006 | Achel Chang   | "Now Now"           | apareció en el video musical |
| 2004 | Queenie Lin   | "Too Silly"         | apareció en el video musical |

## Discografía

### Extended plays
| Año  | Título          | Detalles del álbum                                                                             | Lista de canciones |
| ---- | --------------- | ---------------------------------------------------------------------------------------------- | --- |
| 2017 | Light Up (亮了) | Lanzado: 15 de septiembre de 2017 Label: HIM International Music Formato: CD, Digital Download | 1.- "Light Up" (亮了) 2.- "Twins in the Past Life" (上輩子的雙胞胎) - junto a Aaron Yan 3.- "Guess" (猜猜看) - OST de Attention, Love! 4.- "So Close" (幾乎) |

### Singles
| Año  | Canción                    | Álbum                        | Notas             |
| ---- | -------------------------- | ---------------------------- | ----------------- |
| 2007 | Qing Mei Tie Ma (青梅鐵馬) | Tema para "Mean Girl Ah Chu" | junto a Andy Chen |

## Premios y nominaciones
| Año  | Categoría                                    | Premio                 | Música / Series   | Resultado |
| ---- | -------------------------------------------- | ---------------------- | ----------------- | --------- |
| 2018 | Best Newcomer Artiste                        | Hito Music Award       | -                 | Ganó      |
| 2016 | Best Actress Award                           | Sanlih Drama Award     | Refresh Man       | Nominada  |
| 2016 | Best Screen Couple Award (junto a Aaron Yan) | Sanlih Drama Award     | Refresh Man       | Nominados |
| 2016 | Best Kiss Award (junto a Aaron Yan)          | Sanlih Drama Award     | Refresh Man       | Nominados |
| 2016 | Best Supporting Actress                      | 51st Golden Bell Award | Marry Me, or Not? | Nominada  |
| 2015 | Best Actress                                 | Sanlih Drama Award     | Dear Mom          | Nominada  |
| 2015 | Best Selling S-Pop Magazine Award            | Sanlih Drama Award     | Dear Mom          | Nominada  |
| 2015 | Best Screen Couple (junto a Melvin Sia)      | Sanlih Drama Award     | Dear Mom          | Ganaron   |
| 2015 | Best Kiss (junto a Melvin Sia)               | Sanlih Drama Award     | Dear Mom          | Nominados |